# Inocybe alnea
Inocybe alnea är en svampart som tillhör divisionen basidiesvampar, och som beskrevs av Johann Stangl. Inocybe alnea ingår i släktet Inocybe, och familjen Crepidotaceae. Arten är reproducerande i Sverige.